# Bröstcancer
Bröstcancer är en cancer som utgår från bröstvävnad, vanligtvis från mjölkgångsepitel eller mjölkkörtlarna. 
Bröstcancer kan drabba alla däggdjur inklusive människan, vanligtvis kvinnor, men sjukdomen kan även drabba män. Sjukdomen är runt hundra gånger vanligare hos kvinnor, men prognosen är generellt sämre hos män då tumören ofta upptäcks i ett senare skede.
Tumörens storlek, stadium, tillväxthastighet samt flera andra egenskaper vägs in för att besluta om behandling. Behandlingsalternativ som finns inkluderar kirurgi, cytostatika (cellgift eller hormoner), strålbehandling och immunoterapi. Förstahandsbehandling vid icke-spridd bröstcancer är kirurgi, som kan leda till bot i många fall. För att minska risken för återfall kompletteras den kirurgiska behandlingen ofta med strålning eller cytostatika. Cytostatika verkar i de flesta fall genom att slå ut celler som har en snabb celldelning, detta ger bieffekter som håravfall och störningar av magtarmsystemet. 
Bröstcancer stod hos kvinnor, år 2012, för 25,1 % av alla cancer-insjuknanden och 14,7 % av cancerdödsfallen. Prognosen vid bröstcancer varierar mycket beroende på spridning och tidpunkt för upptäckt, men anses generellt sett god. I Sverige var år 2016 den relativa femårsöverlevnaden 92 % och den relativa tioårsöverlevnaden 86 %.

## Tecken och symptom
Många med bröstcancer upptäcker inte några symtom, utan får diagnosen vid mammografi. De första påvisbara symtomen, för dem som upptäcker några, är oftast knölar i bröstet eller förstorade lymfknutor i armhålan. En tumör i bröstet är ofta fast i konsistensen, inte särskilt rörlig när man tar på den, saknar tydlig avgränsning, men är vidhäftad vid övrig bröstvävnad.
Huden kan bli indragen ovanför tumören. Bröstvårtan kan bli indragen. Mastodyni, Smärta i brösten, förekommer oftast inte vid cancer, men kan indikera annan bröståkomma. I sällsynta fall kan andra bröstsymtom uppkomma, såsom apelsinhud, att ett bröst blir större, att bröstvårtan blir eksematös eller avger blod och var.
Inflammatorisk bröstcancer är en svårdiagnostiserad typ av bröstcancer. Symtomen kan likna de vid bröstinflammation med smärta, svullnad, klåda, värmeökning och indragen bröstvårta. Avsaknaden av knöl i bröstet gör att cancer kan missas.
Ibland upptäcks inte bröstcancrar förrän tumören har metastaserat. Vilka symtom patienten då uppvisar beror på vilka organ tumören har spridit sig till. De vanligaste organen metastaser sprider sig till är skelettet, hjärnan, levern och lungorna. Bröstcancer kan upptäckas vid cancerutredning om en patient uppvisar B-symtom som nattliga svettningar, feber och viktnedgång.
Endast en mindre andel av de knölar som upptäcks i bröstundersökningar visar sig vara bröstcancer. Bröstsymtom orsakas oftare av benigna bröstsjukdomar som mastit eller fibroadenom.

## Cancertyper
Cancercellstypen kan ge olika stora tumörer, de påverkar förloppets hastighet, och tenderar att metastasera till olika organ (som har olika celltyper). Dock krävs ofta undersökning med mikroskop på cancercellen för att avgöra vilken variant det är. Adenoida cystiska carcinom, vilket är en mycket sällsynt variant, tenderar att vara långsamväxande och kräver sällan mastektomi. Angiosarkom i bröstet ger cancerknölar på omkring 4 cm och kan leda till att huden ovanför verkar ha ett blåmärke.
Carcinom är den vanligaste cancercellstypen, även vid bröstcancer. Carcinom som uppstår i mjölkgångarna kallas duktala carcinom, och de som uppstår i bröstkörtlarna kallas lobulära carcinom. Många andra varianter av carcinom förekommer som bröstcancer. Duktala carcinom kallas carcinom i mjölkgångarna som är in situ, som kan definieras som en tidigt upptäckt cancer, medan invasiva duktala carcinom är en mera aggressiv variant där cancercellerna brutit sig ut från tumören och vanligen därifrån sprider sig till lymfkörtlarna. Omkring 90 % av all bröstcancer är duktala carcinom, och det är därför ofta den varianten av bröstcancer som diskuteras om varianten inte specificeras. Detta kan också betecknas som bröstcancer NOS (not otherwise specified). Det är också den vanligaste varianten för de män som får bröstcancer.
Lobulära carcinom in situ är inte i strikt mening cancer, men kan tyda på en förhöjd risk att drabbas av invasiv cancer. De upptäcks inte vid mammografi, utan vid biopsier av brösten. Invasiva lobulära carcinom är däremot bröstcancer, och står för omkring 10 % av fallen. De kan inte alltid upptäckas vid mammografi. Tumören kan kännas som en förtätning av bröstet istället för en knöl.
Inflammatorisk bröstcancer kallas en särskild variant, som står för 1–4 % av fallen, som kännetecknas av att brösten blir inflammerade (mastit).
Pagets carcinom står för uppåt 4 % av bröstcancerfallen, och börjar i bröstvårtan eller vårtgården, som blir röd, kliande och sårig, och påminner om eksem. Ofta finns en tumör i närheten av bröstvårtan. Tumören kan vara in situ eller invasiv cancer.
Bröstcancer kan också uppkomma som sarkom, vilket står för färre än 1 % av fallen, vilka vanligen uppstår i bindväven, eller andra former av mesenkymala tumörer. Granularcellstumör kan i sällsynta fall uppkomma först i brösten och likaså undantagsvis vara malign. Lymfom kan uppkomma i bröstets vävnad.

## Klassificering
Bröstcancer klassificeras enligt flera olika system. Klassificeringen av tumören har prognostisk betydelse och hjälper till att besluta om behandling. Tumören brukar specificeras enligt följande faktorer.
- Histopatologi. De flesta bröstcancrar utgår från körtelepitel eller mjölkgångsepitel, och kallas lobulära eller duktala. Cancer in situ kallas tumörer som består av celler som inte har brutit igenom basalmembranet, till skillnad från invasiv cancer som inte är begränsat till en viss vävnadstyp.
- Malignitetsgrad är ett mått på hur mycket cancercellerna skiljer sig ifrån normala celler i bröstvävnaden. Cancerceller förlorar sin differentiering vilket ger ett oordnat växtsätt, cellkärnorna blir polymorfa och de delar sig okontrollerat. Ju lägre differentieringsgrad en tumör har desto sämre prognos har patienten.
- Stadieindelning. Det finns olika system för att klassificera progressionen för bröstcancer, ett system är TNM-systemet. Ett annat är stadieindelningen som ser ut som följer:
  - Stadium 0 – Carcinoma in situ
  - Stadium I – Tumören (T) involverar inte axillära lymfknutor (N).
  - Stadium IIA – T 2–5 cm, N negativa, eller T <2 cm och N positiv.
  - Stadium IIB – T > 5 cm, N negativa, eller T 2–5 cm och N positiva (< 4 axillära knutor).
  - Stadium IIIA – T > 5 cm, N positiva, eller T 2–5 cm med 4 eller fler axillära knutor
  - Stadium IIIB – T har penetrerat bröstväggen eller huden och kan ha spridits till < 10 axilläraN
  - Stadium IIIC – T har > 10 axillära N, 1 eller mer N ovan eller under nyckelbenet eller interna N i bröstet.
  - Stadium IV – Avlägsna metastaser (M)
- Receptorförekomst. Bröstcancerceller har receptorer på ytan, i cytoplasman och kärnan. Förekomsten av tre olika receptorer har klinisk betydelse vid bröstcancer:
  - Östrogenreceptorer – ER (efter engelskans estrogen receptor)
  - Progesteronreceptorer – PR
  - Human Epidermal Growth Factor Receptor 2 – HER2

- DNA-typning. Genom att titta på tumörcellernas genuttryck kan behandling optimeras för cancerceller med just en genotyp.

## Epidemiologiochetiologi
Bröstcancer är den näst vanligast cancertypen i Sverige. Det är den vanligaste cancerformen hos kvinnor, 2016 diagnostiserades nästan 9000 nya fall i Sverige . Risken att drabbas av bröstcancer stiger med åldern och riskfaktorer inkluderar tidig mensdebut och sent klimakterium, barnlöshet eller sent barnafödande, kortvarig eller ingen amning, körteltäta bröst, fetma efter menopausen, alkohol, joniserande strålning etc. Den förekommer främst hos kvinnor som är äldre än 40 år. Även män kan drabbas av bröstcancer, men risken är mycket liten jämfört med kvinnor. cirka 1 av 125 personer som drabbas av bröstcancer är män. 
Bröstcancer kan för båda könen vara ärftlig. 5–10 % av all bröstcancer antas vara ärftlig. Risken att drabbas av bröstcancer och/eller äggstockscancer (eller någon annan cancerform) ökar om kvinnan eller mannen ärvt en särskild mutation på någon av generna BRCA1 eller BRCA2, vilka kodar för tumörsuppressiva proteiner. Dessa mutationer står för 20–25 % av alla fall av ärftlig bröstcancer. Vissa mutationer på generna CDH1, STK11, TP53, AR, ATM, BARD1, BRIP1, CHEK2, DIRAS3, ERBB2, NBN, PALB2, RAD50, och RAD51 kan också orsaka bröstcancer. Mutationerna ifråga ökar i vissa fall också risken att drabbas av cancer i någon annan kroppsdel.

## Screening

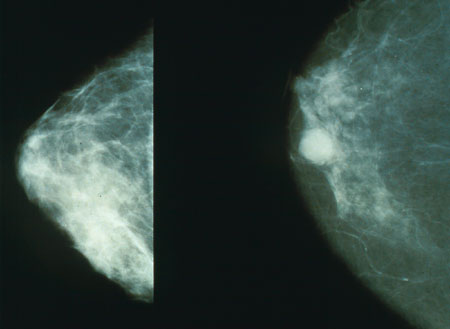
Mammografi av bröst, normal bild till vänster och på den högra bilden ses en tumör.

En kvinna kan i syfte att tidigt upptäcka eventuell bröstcancer, och på så vis förbättra prognosen, själv undersöka brösten en gång per månad. Detta bör i så fall (hos kvinnor som inte hamnat i klimakteriet) ske under en given fas av menstruationscykeln, gärna i början då brösten är minst ömma. Systematiska litteraturöversikter talar dock emot att denna metod skulle ha någon effekt på mortaliteten i bröstcancer.
Mammografi är röntgenundersökning av brösten. Undersökningen har störst sensitivitet efter menopausen då kvinnornas bröst blir lösare och kontrasten till cancerogen vävnad blir större. Socialstyrelsen rekommenderar screening av alla kvinnor mellan 40 och 74 år. Särskilt kvinnor i åldrarna 50–69 är viktiga att screena. Kontrollerna bör göras 1 gång/18 månader för kvinnor under 55 och en gång vartannat år för äldre kvinnor vilket motiveras av att tumörerna växer snabbare för yngre kvinnor. De enskilda landstingen lägger själva upp ett screeningprogram beroende på prioriteringar och ekonomiska förutsättningar. 
Då mammografi är en röntgenundersökning sker en strålningsexponering av brösten, vilket gör att patienten kan få cancer av själva undersökningen. Den använda stråldosen är normalt sett liten och ökningen i cancerrisk vägs upp av möjligheten att rädda liv genom tidig cancerupptäckt. Studier visar att ju lägre dos som röntgenapparaten använder desto fler liv kan räddas.

## Diagnos
Diagnos ställs genom så kallad trippeldiagnostik:
- Klinisk undersökning där man noggrant känner igenom brösten och lymfkörtlarna
- Mammografi
- Biopsi med finnåls- och ibland grovnålspunktion

I vissa fall kan man använda sig av ultraljudsundersökning och vid blodig sekretion från bröstvårtan gör man galaktografi (mjölkgångsröntgen). Magnetisk resonanstomografi (MRT) används alltmer inom bröstdiagnostik. Denna metod kan användas för att kartlägga utbredningen av en brösttumör inför operation, uppföljning efter operation etc. Dock har studier visat att MRT inför operation inte påverkar frekvensen av återfall eller reoperation.

## Behandling

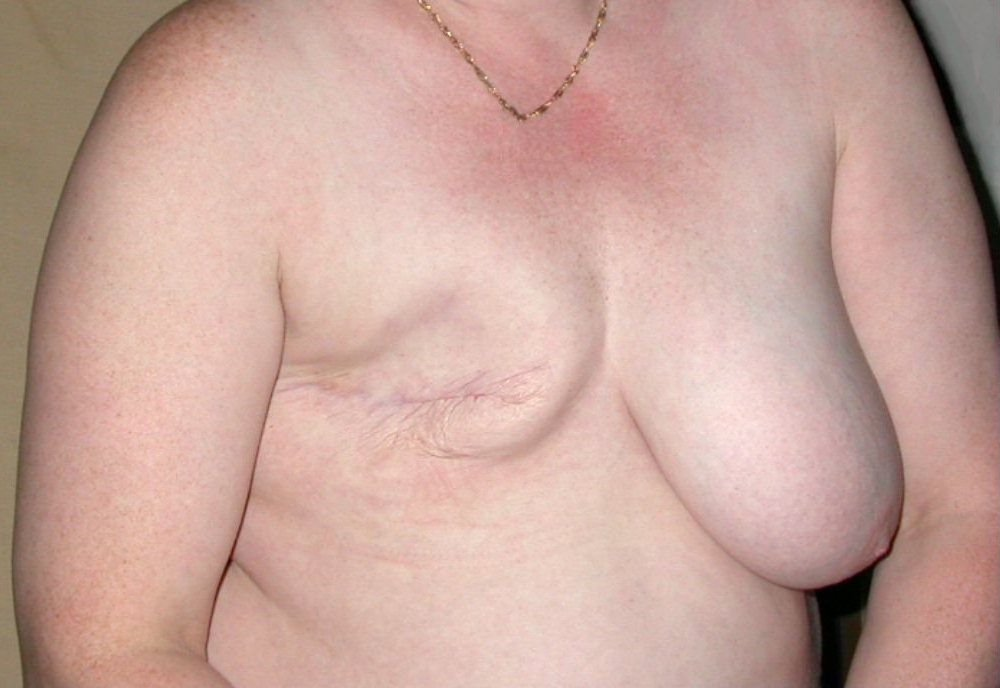
Kvinna med höger bröst borttaget.

- Kirurgi – Det är vanligast att behandlingen inleds med operation. Flera faktorer påverkar typen av operation (tumörens storlek i förhållande till bröstet, hur tumören växer, hur många tumörer det finns, var tumören sitter). Bröstbevarande operation är den vanligaste operationsmetoden. Det innebär att cancertumören tas bort med en marginal frisk vävnad. Om brösttumören är stor eller om tumören finns i nedre, inre eller centrala delen av bröstet kan kirurgen använda sig av onkoplastikteknik där en större omformning av bröstet görs efter att cancertumören tagits bort. Efter en bröstbevarande operation ges nästan alltid stålbehandling. I vissa fall behöver hela bröstet tas bort. Om hela bröstet tas bort kan man genomgå en bröstrekonstruktion. Det görs antingen i samband med operationen eller senare. Bröstet rekonstrueras med hjälp av implantat eller kroppsegen vävnad. För att fastställa utbredningen av cancersjukdomen görs ofta en operation av armhålans lymfkörtlar. Ofta undersöks den första lymfkörteln, den så kallade portvaktskörteln, ibland tas ytterligare lymfkörtlar bort.[25] En ny metod har utvecklats de senaste åren där man inte använder sig av radioaktivitet, istället används superparamagnetisk järnoxid (SPIO) innehållande lösning i kombination med en handhållen magnetometer för identifiering av portvaktskörteln.[26]

- Cytostatika – används adjuvant som tilläggsbehandling efter kirurgi i syfte att minska risken för återfall (recidiv) eller palliativt i syfte att lindra symtom och uppskjuta sjukdomsprogress efter ett recidiv, återfall. Ibland ges cytostatika innan operationen för att krympa tumören och underlätta operationen. De mest använda cytostatikagrupperna vid bröstcancer är antracykliner, taxaner, alkylerare och antimetaboliter.[27]

- Strålbehandling – används för att minska risken för återfall i bröst och lymfkörtlar efter kirurgi, men minskar även risken för återfall på andra håll i kroppen, så kallad fjärrecidiv.

- Hormonell behandling – efter en operation av bröstcancer är det mycket vanligt att patienten även får en hormonbehandling.[28] För att man ska få en sådan behandling krävs att tumören i bröstet innehåller hormonreceptorer. Av alla bröstcancertumörer så är mellan 70 och 80 procent hormonkänsliga. Behandlingen går till som sådan att läkemedel som blockerar östrogenets effekt eller minskar östrogen-nivån ges till patienten för att minska risken för återfall.[29] Ofta ges hormonell behandling i fem till tio år.[30] Aromatashämmande läkemedel (letrozol, anastrozol och exemestan) ges vid behandling av ER-positiv bröstcancer efter kirurgi till minst 90 procent av patienterna. Svenska SBU har publicerat en systematisk litteraturöversikt som utvärderar effekterna av tilläggsbehandling med hormoner (minst 5 år) med långtidsuppföljning beträffande överlevnad biverkningar och hälsorelaterad livskvalitet.[31]

### Experimentell behandling
I vissa fall kan strålbehandling ges under själva kirurgitillfället, så kallad intraoperativ strålbehandling (IORT) eller Intrabeam. År 2017 fanns otillräckligt stöd för att utvärdera om detta var likvärdigt extern strålning, och Svenska Bröstcancergruppen bedömer att det endast skall användas vid kliniska studier.

## Utveckling av nya behandlingar
Behandlingsmetoderna blir fler, tack vare forskning, och forskarna inom området arbetar för att minska dödligheten i sjukdomen. Något konkret botemedel finns inte ännu. För att hitta ett botemedel mot bröstcancer, och andra cancerformer, behövs en behandling som gör att cancercellerna slutar att växa – detta medan friska, normala celler förblir opåverkade.

## Prognos
Prognosen är mycket beroende av vilket stadium sjukdomen upptäcks vid och hur känsliga tumörcellerna är för behandling. Generellt sett är prognosen god om cancern inte hunnit sprida sig lymfatiskt. Risken för metastaser minskar för varje återfallsfritt år men man kan få metastaser efter 20–30 år.
Den relativa femårsöverlevnaden när det gäller bröstcancer i Sverige var 90 % år 2015. Resultaten i bröstcancervården hade då förbättrats tydligt under de senast föregående decennierna.

## Kulturella referenser

Rosa bandet

Rosa bandet är en symbol för medvetenhet och stöd för personer som drabbats av bröstcancer och stöd för fortsatt forskning.